# Calvin Kattar
Calvin Kattar (Methuen, 26 de março de 1988) é um lutador de artes marciais mistas (MMA) norte-americano, que atualmente luta na categoria peso-pena do UFC.

## Carreira no MMA
Sua estreia no MMA foi em Junho de 2007, no CZ 22 - Cage Masters 3, onde venceu Tony Armijo por nocaute técnico no primeiro round.
Além do Combat Zone, Kattar passou por promoções como EliteXC, World Championship Fighting e CES MMA, formando um cartel de 16-2, antes de assinar com o Ultimate Fighting Championship, em julho de 2017.

### Ultimate Fighting Championship
Calvin Kattar fez sua estreia na organização em 29 de julho de 2017, no UFC 214, contra Andre Fili. Kattar não se intimidou com o fato de fazer a sua primeira luta pelo UFC, e bateu Andre Fili por decisão unânime (triplo 30-27), pelo peso-pena (até 66kg). O lutador mostrou tranquilidade durante os três rounds e teve atuação sólida para elevar o seu cartel para 17 vitórias e duas derrotas. Fili, que fez seu oitavo compromisso na organização, seguiu irregular, com quatro triunfos e quatro reveses no Ultimate. Na carreira, foi seu quinto resultado negativo, além de ter 16 vitórias.

## Títulos e conquistas
- Conselho de Boxe da América do Norte
  - Campeão peso-leve do NABC

## Cartel no MMA
| Cartel no MMA   |             |            |
| 28 lutas        | 23 vitórias | 5 derrotas |
| Por nocaute     | 11          | 0          |
| Por finalização | 2           | 1          |
| Por decisão     | 10          | 4          |

| Res.    | Cartel | Oponente              | Método                               | Evento                                    | Data       | Round | Tempo | Local                      | Notas                  |
| ------- | ------ | --------------------- | ------------------------------------ | ----------------------------------------- | ---------- | ----- | ----- | -------------------------- | ---------------------- |
| Derrota | 23-8   | Aljamain Sterling     | Decisão (unânime)                    | UFC 300: Pereira vs. Hill                 | 13/04/2024 | 3     | 5:00  | Las Vegas, Nevada          |                        |
| Derrota | 23-7   | Arnold Allen          | Nocaute Técnico (lesão)              | UFC Fight Night: Kattar vs. Allen         | 29/10/2022 | 2     | 0:08  | Las Vegas, Nevada          |                        |
| Derrota | 23-6   | Josh Emmett           | Decisão (dividida)                   | UFC on ESPN: Kattar vs. Emmett            | 18/06/2022 | 5     | 5:00  | Austin, Texas              |                        |
| Vitória | 23-5   | Giga Chikadze         | Decisão (unânime)                    | UFC on ESPN: Kattar vs. Chikadze          | 15/01/2022 | 5     | 5:00  | Las Vegas, Nevada          |                        |
| Derrota | 22-5   | Max Holloway          | Decisão (unânime)                    | UFC on ABC: Holloway vs. Kattar           | 16/01/2021 | 5     | 5:00  | Abu Dhabi                  | Luta da Noite.         |
| Vitória | 22-4   | Dan Ige               | Decisão (unânime)                    | UFC on ESPN: Kattar vs. Ige               | 15/07/2020 | 5     | 5:00  | Abu Dhabi                  |                        |
| Vitória | 21-4   | Jeremy Stephens       | Nocaute Técnico (cotovelada e socos) | UFC 249: Ferguson vs. Gaethje             | 09/05/2020 | 2     | 2:49  | Jacksonville, Flórida      |                        |
| Derrota | 20-4   | Zabit Magomedsharipov | Decisão (unânime)                    | UFC Fight Night: Zabit vs. Kattar         | 09/11/2019 | 3     | 5:00  | Moscou                     | Luta da Noite.         |
| Vitória | 20-3   | Ricardo Lamas         | Nocaute (soco)                       | UFC 238: Cejudo vs. Moraes                | 08/06/2019 | 1     | 4:06  | Chicago, Illinois          |                        |
| Vitória | 19-3   | Chris Fishgold        | Nocaute Técnico (socos)              | UFC Fight Night: Volkan vs. Smith         | 27/10/2018 | 1     | 4:11  | Moncton, New Brunswick     |                        |
| Derrota | 18-3   | Renato Moicano        | Decisão (unânime)                    | UFC 223: Khabib vs. Iaquinta              | 07/04/2018 | 3     | 5:00  | Brooklyn, Nova Iorque      |                        |
| Vitória | 18-2   | Shane Burgos          | Nocaute Técnico (socos)              | UFC 220: Miocic vs. Ngannou               | 20/01/2018 | 3     | 0:32  | Boston, Massachusetts      | Luta da Noite.         |
| Vitória | 17-2   | Andre Fili            | Decisão (unânime)                    | UFC 214: Cormier vs. Jones II             | 29/07/2017 | 3     | 5:00  | Anaheim, California        | Estreia no UFC.        |
| Vitória | 16-2   | Chris Foster          | Decisão (unânime)                    | CES MMA 38 - Soriano vs. Makashvili       | 23/09/2016 | 3     | 5:00  | Mashantucket, Connecticut  |                        |
| Vitória | 15-2   | Kenny Foster          | Decisão (dividida)                   | CES MMA 34: Curtis vs. Burrell            | 01/04/2016 | 3     | 5:00  | Mashantucket, Connecticut  | Peso-casado (150 lbs). |
| Vitória | 14-2   | Gabriel Baino         | Decisão (unânime)                    | CZ 44 - Steel Cage Fighters               | 14/06/2013 | 3     | 5:00  | Salem, New Hampshire       |                        |
| Vitória | 13-2   | Saul Almeida          | Decisão (unânime)                    | CES MMA - Real Pain                       | 06/10/2012 | 3     | 5:00  | Providence, Rhode Island   |                        |
| Vitória | 12-2   | Cody Stevens          | Decisão (unânime)                    | CZ 39 - MMA Smack Down at The Rock        | 21/10/2011 | 3     | 5:00  | Salem, New Hampshire       | Estreia no peso-pena.  |
| Vitória | 11-2   | Luiz Rodrigues        | Decisão (unânime)                    | CZ 36 - Smashing on The Rock              | 28/01/2011 | 3     | 5:00  | Salem, New Hampshire       |                        |
| Vitória | 10-2   | Chris Connor          | Nocaute Técnico (socos)              | CZ 33 - Massacre in the Meadow            | 19/06/2010 | 1     | 3:40  | Gilford, New Hampshire     |                        |
| Vitória | 9-2    | Jeff Anderson         | Nocaute Técnico (socos)              | XCFL - Xtreme Championship Fight League 2 | 26/03/2010 | 3     | 4:05  | Lowell, Massachusetts      |                        |
| Derrota | 8-2    | Don Carlo-Clauss      | Decisão (dividida)                   | XCFL - Xtreme Championship Fight League 1 | 06/02/2010 | 3     | 5:00  | Marlborough, Massachusetts |                        |
| Vitória | 8-1    | Andrew Montanez       | Decisão (unânime)                    | ASC 2 - American Steel Cagefighting 2     | 11/09/2009 | 5     | 5:00  | Salem, New Hampshire       |                        |
| Vitória | 7-1    | Rodrigo Almeida       | Finalização (guilhotina)             | WCF - World Championship Fighting 7       | 27/06/2009 | 1     | 2:16  | Wilmington, Massachusetts  |                        |
| Vitória | 6-1    | Jonathan Bermudez     | Nocaute Técnico (socos)              | CZ 27 - The Rock 2                        | 06/02/2009 | 1     | 0:29  | Salem, New Hampshire       |                        |
| Vitória | 5-1    | Bobby Diaz            | Finalização (triângulo)              | WCF - World Championship Fighting 5       | 14/11/2008 | 1     | 1:21  | Wilmington, Massachusetts  |                        |
| Vitória | 4-1    | Kevin Roddy           | Nocaute (socos)                      | CZ 26 - The Rock                          | 26/09/2008 | 1     | 0:47  | Salem, New Hampshire       |                        |
| Derrota | 3-1    | James Jones           | Finalização (mata leão)              | EliteXC - Primetime                       | 31/05/2008 | 1     | 4:49  | Newark, New Jersey         |                        |
| Vitória | 3-0    | Bob Pupa              | Finalização (socos)                  | CZ 24 - Renaissance                       | 13/10/2007 | 1     | 0:51  | Revere, Massachusetts      |                        |
| Vitória | 2-0    | Donald Peters         | Nocaute Técnico (socos)              | CZ 23 - Down and Out                      | 25/08/2007 | 1     | N/A   | Revere, Massachusetts      |                        |
| Vitória | 1-0    | Tony Armijo           | Nocaute Técnico (socos)              | CZ 22 - Cage Masters 3                    | 23/06/2007 | 1     | 2:02  | Derry, Nova Hampshire      | Estreia no MMA.        |